# Liste der Bodendenkmäler in Erkheim
Auf dieser Seite sind die Bodendenkmäler in dem schwäbischen Markt Erkheim zusammengestellt. Diese Tabelle ist eine Teilliste der Liste der Bodendenkmäler in Bayern. Grundlage ist die Bayerische Denkmalliste, die auf Basis des Bayerischen Denkmalschutzgesetzes vom 1. Oktober 1973 erstmals erstellt wurde und seither durch das Bayerische Landesamt für Denkmalpflege geführt wird. Die folgenden Angaben ersetzen nicht die rechtsverbindliche Auskunft der Denkmalschutzbehörde.

## Bodendenkmäler in Erkheim
| Lage       | Objekt | Akten-Nr.     | Bild |
| ---------- | --- | ------------- | ---- |
| (Standort) | Burgstall des Mittelalters. | D-7-7927-0015 |      |
| (Standort) | Burgstall des Mittelalters. | D-7-7927-0016 |      |
| (Standort) | Burgstall des Mittelalters. | D-7-7927-0017 |      |
| (Standort) | Burgstall des Mittelalters. | D-7-7927-0022 |      |
| (Standort) | Mittelalterliche und frühneuzeitliche Befunde im Bereich der katholischen Filialkirche St. Nikolaus in Daxberg.                  | D-7-7927-0057 |      |
| (Standort) | Spätmittelalterliche und frühneuzeitliche Befunde im Bereich des frühneuzeitlichen Schlosses Lerchenberg.                        | D-7-7927-0058 |      |
| (Standort) | Grabhügel vorgeschichtlicher Zeitstellung.                                                                                       | D-7-7928-0012 |      |
| (Standort) | Burgstall des Mittelalters. | D-7-7928-0013 |      |
| (Standort) | Grabhügel vorgeschichtlicher Zeitstellung.                                                                                       | D-7-7928-0030 |      |
| (Standort) | Siedlung der Bronze- und Urnenfelderzeit.                                                                                        | D-7-7928-0034 |      |
| (Standort) | Brandopferplatz der mittleren römischen Kaiserzeit.                                                                              | D-7-7928-0043 |      |
| (Standort) | Mittelalterliche und frühneuzeitliche Befunde im Bereich der evangelisch-lutherischen Pfarrkirche St. Peter und Paul in Erkheim. | D-7-7928-0063 |      |
| (Standort) | Mittelalterliche und frühneuzeitliche Befunde im Bereich der evangelisch-lutherischen Pfarrkirche St. Ursula in Arlesried.       | D-7-7928-0068 |      |
| (Standort) | Mittelalterliche und frühneuzeitliche Befunde im Bereich der katholischen Pfarrkirche St. Maria in Erkheim.                      | D-7-7928-0070 |      |
| (Standort) | Mittelalterliche und frühneuzeitliche Befunde im Bereich des ehemaligen Schlosses in Erkheim.                                    | D-7-7928-0071 |      |
| (Standort) | Mittelalterliche und frühneuzeitliche Befunde im Bereich der katholischen Filialkirche St. Stephan in Schlegelsberg.             | D-7-7928-0073 |      |
| (Standort) | Siedlung der Bronze- und Urnenfelderzeit.                                                                                        | D-7-7928-0122 |      |